# Klub Konkret
Klub Konkret ist ein Reportage- und Talkmagazin für junge Menschen mit Themen rundum Pop, Politik und Gesellschaft.

## Produktion
Klub Konkret wurde realisiert vom Redaktions- und Formatbüro vydy.tv und dem Media- und Consultingbüro smac, der Sitz der Büros sowie der Produktionsort ist München. Bis zum Jahresende 2014 wurden insgesamt 55 Sendungen produziert. Im Juli 2013 gab es zur Bundestagswahl 2013 ein zweiteiliges Reportage-Special mit dem Namen Was wählst du eigentlich?.
Produziert wurde die Sendung in einer Bar in der Münchner Innenstadt.
Im Mai 2014 verließ Eva Schulz das Team und wurde durch Lilly Wagner ersetzt.
Mit der 55. Sendung im Dezember 2014 wurde das Format vorübergehend eingestellt.

## Episoden
| Folge | Folge nach Staffel | Thema                                                     | Erstausstrahlung |
| ----- | ------------------ | --------------------------------------------------------- | ---------------- |
| 01    | 01                 | Einfach dagegen – Was bringt Protest im Netz?             | 2. Mai 2012      |
| 02    | 02                 | Krise und kein Ende: Habt ihr uns die Zukunft geklaut?    | 16. Mai 2012     |
| 03    | 03                 | Wie wird man eigentlich Nazi?                             | 30. Mai 2012     |
| 04    | 04                 | Wie geht eigentlich Romantik?                             | 13. Juni 2012    |
| 05    | 05                 | Mein Smartphone und ich: Ist das cool oder ist das Sucht? | 27. Juni 2012    |
| 06    | 06                 | Problemzonen unseres Lebens                               | 12. Juli 2012    |

| Folge | Folge nach Staffel | Thema                                                         | Erstausstrahlung |
| ----- | ------------------ | ------------------------------------------------------------- | ---------------- |
| 07    | 01                 | Illegale Fans                                                 | 19. Sep. 2012    |
| 08    | 02                 | Mensch, Mesut! Muss ich eigentlich Angst vor dem Islam haben? | 3. Okt. 2012     |
| 09    | 03                 | ‚Gutmensch to go‘: Lohnt sich Engagement?                     | 17. Okt. 2012    |
| 10    | 04                 | Liebe – Es ist kompliziert                                    | 31. Okt. 2012    |
| 11    | 05                 | Wie macht man eigentlich Bundeskanzler? Wahlkampf             | 14. Nov. 2012    |
| 12    | 06                 | Polizei – Freund und Helfer                                   | 28. Nov. 2012    |
| 13    | 07                 | Statusupdate 2012                                             | 12. Dez. 2012    |

| Folge | Folge nach Staffel | Thema                                                           | Erstausstrahlung |
| ----- | ------------------ | --------------------------------------------------------------- | ---------------- |
| 14    | 01                 | Wie überlebt man als Jugendlicher auf dem Land?                 | 9. Jan. 2013     |
| 15    | 02                 | Hippie oder Streber?                                            | 23. Jan. 2013    |
| 16    | 03                 | Antisemitismus                                                  | 3. Feb. 2013     |
| 17    | 04                 | Rente – sparen, oder lieber alles auf den Kopf hauen?           | 20. Feb. 2013    |
| 18    | 05                 | Recht auf Rausch?                                               | 6. März 2013     |
| 19    | 06                 | Und dafür zahl’ ich? Welche Medien brauchen wir wirklich?       | 20. März 2013    |
| 20    | 07                 | Generation Gefrierpizza: Warum stehen wir auf Junkfood?         | 3. Apr. 2013     |
| 21    | 08                 | Bin ich Mainstream? Wie wird Geschmack gemacht?                 | 17. Apr. 2013    |
| 22    | 09                 | Endstation Arbeiterkind – Welche Chancen haben wir?             | 1. Mai 2013      |
| 23    | 10                 | Glaubst du eigentlich an Gott? Glaubst du an die Kirche?        | 15. Mai 2013     |
| 24    | 11                 | Hautfarbe egal – Wie tolerant sind wir eigentlich?              | 29. Mai 2013     |
| 25    | 12                 | Schönheitswahn – Wie hässlich sind wir eigentlich?              | 12. Juni 2013    |
| 26    | 13                 | Teilen oder besitzen – Wer braucht noch Statussymbole?          | 26. Juni 2013    |
| 27    | 14                 | Statusupdate Sommer '13: Wie steht’s um unsere Lieblingsthemen? | 10. Juli 2013    |
| 28    | 15                 | Was wählst Du eigentlich? (1): Von der Küste bis nach Eisenach  | 23. Juli 2013    |
| 29    | 16                 | Was wählst Du eigentlich? (2): Von Eisenach bis an die Alpen    | 24. Juli 2013    |

| Folge | Folge nach Staffel | Thema                                                                     | Erstausstrahlung |
| ----- | ------------------ | ------------------------------------------------------------------------- | ---------------- |
| 30    | 01                 | IFA-Spezial                                                               | 11. Sep. 2013    |
| 31    | 02                 | Indianerehrenwort! Hält die Politik, was sie verspricht?                  | 18. Sep. 2013    |
| 32    | 03                 | Waffen aus der heilen Welt – Darf ich für die Rüstungsindustrie arbeiten? | 2. Okt. 2013     |
| 33    | 04                 | Böse oder Bio – Kann man eine bessere Welt kaufen?                        | 16. Okt. 2013    |
| 34    | 05                 | Hippie oder Streber? Wie wir mit dem Leistungsdruck umgehen               | 23. Okt. 2013    |
| 35    | 06                 | Der Tod und ich – wie gehen wir mit dem Sterben um?                       | 30. Okt. 2013    |
| 36    | 07                 | Geschlechterkampf, Aufschrei Sexismus und dumme Sprüche                   | 13. Nov. 2013    |
| 37    | 08                 | Wie möchte ich arbeiten?                                                  | 27. Nov. 2013    |

| Folge | Folge nach Staffel | Thema                                                      | Erstausstrahlung |
| ----- | ------------------ | ---------------------------------------------------------- | ---------------- |
| 35    | 01                 | Haben wir Angst vorm Kinder kriegen?                       | 8. Jan. 2014     |
| 36    | 02                 | Ich und mein Netz – brauchen wir eigentlich Privatsphäre?  | 22. Jan. 2014    |
| 37    | 03                 | Flüchtlinge                                                | 5. Feb. 2014     |
| 38    | 04                 | Whistleblower – Moderne Zivilcourage                       | 19. Feb. 2014    |
| 39    | 05                 | Wie normal ist Homosexualität in Deutschland?              | 5. März 2014     |
| 40    | 06                 | Was bringt mir Europa?                                     | 19. März 2014    |
| 41    | 07                 | Jung und kriminell – gibt es eine zweite Chance?           | 2. Apr. 2014     |
| 42    | 08                 | Gegen das System – Ab wann wird links radikal?             | 16. Apr. 2014    |
| 43    | 09                 | Europas Krisenkinder – Sind wir aus dem Gröbsten raus?     | 30. Apr. 2014    |
| 44    | 10                 | Emo, Skater, Punk – Wie funktionieren Subkulturen?         | 14. Mai 2014     |
| 45    | 11                 | Angriff, Aufstieg, Ausverkauf! Killt Kommerz den Fussball? | 28. Mai 2014     |
| 46    | 12                 | FSK18: Ab wann sind wir erwachsen?                         | 11. Juni 2014    |
| 47    | 13                 | Zur Sache, Schätzchen – Oversexed and Underfucked          | 25. Juni 2014    |

| Folge | Folge nach Staffel | Thema                                                       | Erstausstrahlung |
| ----- | ------------------ | ----------------------------------------------------------- | ---------------- |
| 49    | 01                 | Hassliebe Großstadt – Wie wollen wir wohnen?                | 17. Sep. 2014    |
| 50    | 02                 | Nahostkonflikt – Kritik erlaubt?                            | 1. Okt. 2014     |
| 51    | 03                 | Trendsetter oder Fashion Victim – Wer Bestimmt unsere Mode? | 15. Okt. 2014    |
| 52    | 04                 | Wer entscheidet, was ich sehe? Raus aus der Filter-Bubble!  | 29. Okt. 2014    |
| 53    | 05                 | Wahnsinnig normal. Wie Psycho sind wir?                     | 12. Nov. 2014    |
| 54    | 06                 | Revolution oder Resignation? Wofür sollen wir kämpfen?      | 26. Nov. 2014    |
| 55    | 07                 | Porno, Psycho, Palästina – Statusupdate Winter 2014         | 10. Dez. 2014    |

## Empfang
Klub Konkret ist jede zweite Woche mittwochs um 20.15 Uhr bei EinsPlus zu sehen. Im Anschluss an die Ausstrahlung kann die neue Folge auch im Internet auf YouTube und auf der Internetseite von Klub Konkret geschaut werden.